# Olney (Royaume-Uni)
Pour les articles homonymes, voir Olney.
Olney est une ville dans le Buckinghamshire en Angleterre, il est situé dans le district de Milton Keynes, à 38,1 kilomètres de Aylesbury. Sa population est de 6 032 habitants en 2001. Dans Domesday Book de 1086, il a été énuméré comme Olnei.

## Personnalités liées à la ville
- John Newton (1725-1807), marin, négrier anglais, réduit en esclavage, converti à la suite d'une tempête, devenu ensuite ministre anglican et militant pour l'abolition de la traite, y est mort.